# Eudendrium islandicum
Eudendrium islandicum är en nässeldjursart som beskrevs av Peter Schuchert 2000. Eudendrium islandicum ingår i släktet Eudendrium och familjen Eudendriidae. Inga underarter finns listade i Catalogue of Life.